# Крейчи, Давид
Дави́д Кре́йчи (чеш. David Krejčí; род. 28 апреля 1986, Штернберк, Североморавский край) — бывший чешский хоккеист, центральный нападающий. Всю свою карьеру в НХЛ провёл за клуб «Бостон Брюинз».

## Клубная карьера
Воспитанник школы ХК «Штернберк». Выступал также за «Гатино Олимпикс» в QMJHL, Провиденс Брюинз (АХЛ). В НХЛ дебютировал в сезоне 2006/07 за «Бостон Брюинз», в котором провёл 15 сезонов и набрал более 700 очков. Обладатель Кубка Стэнли 2011 года, финалист розыгрыша 2013 года, причем оба раза стал лучшим бомбардиром плей-офф. Финалист розыгрыша Кубка Стэнли 2019 года.
16 января 2023 года сыграл 1000-й матч за «Бостон» в регулярных сезонах НХЛ. В этих играх набрал 764 очка (226+538).
14 августа 2023 года  Давид Крейчи объявил о завершении карьеры в возрасте 37 лет.

## Международная карьера
Участник зимних Олимпийских игр 2010 года в составе сборной Чехии по хоккею (5 матчей, 2+1), участник чемпионата мира 2008 года. В составе молодёжной сборной Чехии участник чемпионатов мира среди молодёжных команд 2005 и 2006. В составе юниорской сборной Чехии бронзовый призёр чемпионата мира по хоккею с шайбой среди юниорских команд в 2004 году. На чемпионате мира 2012 года забил гол, который принёс его команде бронзу.

## Достижения
- Бронзовый призёр юниорского чемпионата мира (2004)
- Бронзовый призёр молодёжного чемпионата мира (2005)
- Обладатель Кубка Стэнли (2011)
- Лучший бомбардир Кубка Стэнли (2011, 2013)
- Лучший снайпер Кубка Стэнли (2011)
- Бронзовый призер чемпионата мира (2012, 2022)
- Обладатель Золотой клюшки лучшему хоккеисту Чехии (2013)
- Обладатель Приза принца Уэльского (2019)

## Статистика
| Легенда | Легенда                    | Легенда | Легенда                   | Легенда | Легенда    |
| ------- | -------------------------- | ------- | ------------------------- | ------- | ---------- |
| И       | Количество проведённых игр | Штр     | Штрафное время            | +/−     | Плюс-минус |
| Г       | Голы                       | П       | Голевые передачи          | О       | Очки       |
| -       | Статистика неизвестна      | —       | Статистика не учитывалась |         |            |

## Семья
Давид Крейчи женат. Его жена Наоми американка, их свадьба прошла в августе 2014 года.
Через год, в августе 2015 года у них родилась дочь Элина, а 3 января 2019 года родился сын.